# Flughafen Fagernes, Leirin

i7
i11
i13
Der Flughafen Fagernes, Leirin (norwegisch: Fagernes lufthavn, IATA-Code: VDB, ICAO-Code: ENFG) war der Verkehrsflughafen von Fagernes in der Kommune Nord-Aurdal im Fylke Innlandet. Der Flughafen fertigte im Jahr 2016 insgesamt 3.164 Passagiere ab und hatte 584 Flugbewegungen. Er wurde am 1. Juli 2018 für den kommerziellen Flugverkehr geschlossen.

## Geschichte
Der Flughafen liegt rund vier Kilometer nordöstlich des Ortes Fagernes und kann von dort über eine neun Kilometer lange Nebenstraße erreicht werden. Der Bau des Flughafens begann im Jahr 1985. Die Eröffnung fand am 31. Oktober 1987 statt. Ab dem 4. November 1987 bot Norsk Air die ersten offiziellen Linienflüge mit einer Embraer EMB 120 nach Oslo und Bergen an, welche aber schon im nächsten Jahr wieder eingestellt wurden. Nach häufigen Wechseln von Fluggesellschaften, die Linienflüge anboten, bot seit 2008 die Fluggesellschaft Air Norway Linienflüge nach Oslo an. Wie schon oft in der Vergangenheit wurden auch diese Flüge durch den norwegischen Staat subventioniert.

## Fluggesellschaften und Ziele
Die Fluggesellschaft Air Norway bot Montag bis Freitag zweimal täglich Linienflugverkehr zum Flughafen Oslo-Gardermoen an. An Sonntagen gab es eine solche Verbindung. Das eingesetzte Flugzeug ist eine Fairchild Metro 23 mit 19 Sitzen.
Die Britische Fluggesellschaft Thomson Airways hatte für die Wintersaison 2015/16 Charterflüge von und nach London-Gatwick angekündigt. Die Flüge sind gedacht für Skiurlaub in den umliegenden Winterresorts Beitostølen (45 min Fahrtzeit), Geilo (2h) und Hemsedal (1h 30 min). Geflogen wurden diese Charterflüge mit einer Boeing 737-800.

## Schließung
Der Flughafen wurde für den kommerziellen Flugverkehr am 1. Juli 2018 geschlossen. Er bleibt jedoch verfügbar für die Allgemeine Luftfahrt und wird heute unter anderem vom Luftsportverein Valdres Flyklubb genutzt.